# Sara Ostertag
Sara Ostertag (* 1985 in Wien) ist eine österreichische Theaterregisseurin und Theatermacherin.

## Leben
Sara Ostertag studierte Theaterregie und Choreografie an der Zürcher Hochschule der Künste bei Milo Rau und Choreografie an der School for New Dance Development in Amsterdam. Nach Abschluss ihres Studiums war sie 2011 Mitbegründerin des Vereins makemake produktionen. Seither arbeitet sie als Theaterregisseurin unter anderem am Dschungel Wien, am Landestheater Niederösterreich, am Vorarlberger Landestheater, am Oldenburgischen Staatstheater, an der Philharmonie Luxembourg, am Kopergietery in Gent, am Theater Konstanz und dem Festival Wien Modern. Am Staatstheater Mainz war Ostertag ab der Spielzeit 2014/2015 für 3 Jahre als Hausregisseurin tätig. Seit 2016 hat Ostertag gemeinsam mit Julia Ransmayr die künstlerische Leitung des SCHÄXPIR Festivals für junges Publikum in Linz inne. Seit 2017 ist sie auch als Dramaturgin von Florentina Holzinger tätig, deren Stücke weltweit aufgeführt werden. 2018 schloss Sara Ostertag das Postgraduate Studium Kuratieren in den szenischen Künsten an der Universität Salzburg ab.
Sara Ostertag war von 2018 bis 2024 Vorstandsmitglied der Interessensgemeinschaft Freie Theater.
Für die Spielzeit 2025/26 wurde Sara Ostertag zur künstlerischen Leiterin des Wiener Theaters an der Gumpendorfer Straße (TAG) bestellt.

## Inszenierungen
- 2012 Das Kind der Seehundfrau, makemake produktionen, Dschungel Wien, Wien Modern
- 2014 In Arbeit: Neustadt, Staatstheater Mainz
- 2014 Gold von Leonard Evers nach dem Grimmschen Märchen, Staatstheater Mainz
- 2014 Der Fuchs der den Verstand verlor nach Martin Baltscheit, Staatstheater Oldenburg
- 2015 Spinnerling von Simon van der Geest, Staatstheater Mainz
- 2015 Antigone nach Sophokles, Staatstheater Oldenburg
- 2016 Mio mein Mio von Astrid Lindgren, Landestheater Niederösterreich
- 2016 In Zukunft:Mainz, Staatstheater Mainz
- 2017 I can see you from the future, Staatstheater Mainz
- 2017 Atlas der abgelegenen Inseln nach Judith Schalansky, Landestheater Vorarlberg, Wien Modern
- 2017 Der Bär der nicht da war nach Oren Lavie, Staatstheater Oldenburg
- 2017 Muttersprache Mameloschn von Sasha Marianna Salzmann, Kosmos Theater Wien (Koproduktion makemake produktionen)
- 2018 Die Brüder Löwenherz nach Astrid Lindgren, Theater Konstanz
- 2018 Von den Wilden Frauen nach Martin Auer, makemake produktionen & DSCHUNGEL Wien
- 2018 Begehren von Gesine Schmidt, Kosmos Theater Wien (Koproduktion makemake produktionen)
- 2019 Die Sprache des Wassers von Sarah Crossan, Landestheater Niederösterreich
- 2019 Homo Deus Frankenstein,  Kopergietery Gent, KLARA Festival, SCHÄXPIR Linz, mit makemake produktionen
- 2019 Andersland, Staatstheater Oldenburg mit makemake produktionen
- 2019 Das große Heft nach dem Roman von Ágota Kristóf, Kosmos Theater Wien (Koproduktion makemake produktionen)
- 2019 Haummas net sche?, mit Christine Nöstlingers Geschichten durch 100 Jahre Gemeindebau, Volkstheater Wien
- 2020 Die Totenwacht von Marie von Ebner-Eschenbach, Landestheater Linz[6]
- 2022 Die Geierwally nach der Theaterfassung von Felix Mitterer, Landestheater Linz[7]
- 2023 Das flüssige Land nach dem Roman von Raphaela Edelbauer, Bühnenfassung von Sara Ostertag und Jeroen Versteele, Regie: Sara Ostertag, Dauer: 1 Stunde und 40 Minuten, Premiere am 4. Februar 2023 am Burgtheater Wien[8]
- 2023 Die größere Hoffnung nach dem Roman von Ilse Aichinger, Premiere am 1. Dezember 2023 am Landestheater Niederösterreich[9]
- 2023 Dunkelblum von Eva Menasse am Landestheater Niederösterreich
- 2024 Tom auf dem Lande nach dem Drama von Michel Marc Bouchard, Landestheater Linz.
- 2025 The Broken Circle nach Johan Heldenbergh und Mieke Dobbels. Österreichische Erstaufführung am 1. Februar 2025 am Landestheater Linz mit Live-Musik von Mira Lu Kovacs.[10][11]

## Dramaturgie
- 2017 Apollon Musagéte, im CAMPO Gent. Konzept und Performance: Florentina Holzinger; Dramaturgie: Sara Ostertag & Michele Rizzo
- 2019 Tanz, im Tanzquartier Wien. Konzept, Performance, Choreografie: Florentina Holzinger; Dramaturgie: Renée Copraij, Sara Ostertag[12]

## Auszeichnungen und Nominierungen
- Allianz Stipendium
- internationales Dance Web Stipendium
- 2015 Theodor-Körner-Preis für Kunst
- 2015 STARTStipendium für darstellende Kunst[13]
- 2017 STELLA*17 Darstellender.Kunst.Preis für junges Publikum[14]
- 2018 Nestroypreis in der Kategorie Beste Off-Produktion für die Inszenierung von Muttersprache Mameloschn in einer Koproduktion des Kosmos Theater mit dem Wiener Kollektiv makemake produktionen
- 2018 Nominierung zum Nestroypreis in der Kategorie Spezialpreis für Apollon Musagéte (Dramaturgie: Sara Ostertag & Michele Rizzo)
- 2020 Nominierung beim Nachtkritik Theatertreffen für Das große Heft am Kosmos Theater Wien.[15]
- 2020 Nominierung für den Spezialpreis des Dorothea-Neff-Preises für ihre beeindruckende logistische Leistung in ihrer Arbeit Haummas net schee[16]
- 2020 Nominierung zum Nestroypreis in der Kategorie Beste Off-Produktion für Das große Heft, Koproduktion makemake produktionen und Kosmos Theater Wien
- 2024 Nominierung zum Nestroypreis in der Kategorie Beste Bundesländer-Aufführung für Tom auf dem Lande am Landestheater Linz[17]